# Soraga di Fassa
Soraga di Fassa (in ladino Soraga, Sorèga nella variante ladina moenat) è un comune italiano di 721 abitanti della provincia di Trento, nonché uno dei 17 comuni che formano la Ladinia e uno dei 6 comuni della Val di Fassa. Come in tutta la Valle di Fassa, anche a Soraga la lingua madre della popolazione è il ladino. Il suo nome deriva probabilmente dal ladino sora l'èga, che indica la posizione del paese sopra il torrente Avisio. Nell'abitato si parla ladino nella sua variante Brach, come a San Giovanni di Fassa.
A seguito dell'approvazione della legge regionale n. 3 del 23 febbraio 2017, entrata in vigore il successivo 15 marzo, la vecchia denominazione ufficiale in lingua italiana del Comune di Soraga è stata modificata in "Soraga di Fassa", mentre il nome ladino Soraga è rimasto immutato. La scelta di cambiare la denominazione è dovuta a motivi turistici.

## Geografia fisica
Il territorio del comune di Soraga di Fassa è diviso in due porzioni, separate dal comune di Moena. Una si trova a fondo valle ed è centrata sul capoluogo, mentre l'altra si trova in quota ad una ventina di chilometri dal capoluogo, in località Fuchiade (Fuciade), a est sul passo San Pellegrino, al confine con Falcade in Veneto.

## Storia
L'abitato di Soraga è tra i centri più antichi della valle. Il legame della comunità di Soraga con il principato vescovile di Bressanone è comprovato sin dal 1143, anno di fondazione dell'abbazia di Novacella, quando lo stesso fondatore donò a questa istituzione le decime derivanti dalla Val di Fassa, segno che tutta la valle era coltivata ed abitata. Gli insediamenti esistenti e documentati sull'attuale territorio comunale, già nel 1453, erano composti da 17 masi e 97 abitanti. I nomi dei masi localizzati erano: Barbida de sora, Barbida de sot, Beroldin, Crezel de sora, Crezel de sot, Ciampestrin de sora, Ciampestrin de sot, Masc de la Costa, Masc de Roca, Masc de Ronch, Masc de Palua de sora, Masc de Palua de sot, Masc de Sala, Masc de Somariva, Masc de Portonaia, Masc de Pederiva, Masc de Val.
Il Principato vescovile di Bressanone fu soppresso in seguito alle vicende napoleoniche nel 1803 e Soraga con tutta la Val di Fassa entrò a far parte dell'Impero austriaco rimanendovi fino al 1918. Dal 1814 l'intera Val di Fassa fu aggregata alla diocesi di Trento. Verso la fine del 1800 Soraga contava 469 anime e l'intera comunità fassana 4980.
Soraga è sempre stato un paese di confine essendo per chi risaliva la valle dell'Avisio il primo agglomerato della Comunità di Fassa. Questo lo porta ad avere una casa daziale (Ciasa de le Onge), situata tra Piaz de Festil e Strada de Lgejia, che presenta ancora oggi lo stemma vescovile in arenaria datato 1521. Anche su un'altra abitazione (Ciasa de Anselmo) si riscontra la presenza di uno stemma in marmo di età posteriore datato 1778, recante lo stemma del Principe Vescovo di Bressanone. Questa era l'abitazione del funzionario incaricato alla riscossione del dazio.
Oggi sono famosi i suoi sette masi Cioch, Gherghele, Molin, Palùa, Roisc, Sala, Sester, disposti sui terrazzi alluvionali della valle dell'Avisio che costituiscono i nuclei originari di Soraga. Lungo il rif del Termen che attraversa il territorio di Soraga, è collocato il confine tra l'antico principato vescovile di Bressanone e il principato vescovile di Trento, di cui tra i paesi della valle, apparteneva solo Moena. Il cippo confinario di pietra è datato 1551.

### Simboli
Lo stemma e il gonfalone sono stati approvati con deliberazione della Giunta provinciale del 2 marzo 1992, n. 2182.
Stemma
(Statuto comunale, art. 1 c. 5)
Gonfalone
(Statuto comunale, art. 1 c. 6)

## Monumenti e luoghi d'interesse
- Chiesa dei Santi Pietro e Paolo, chiesa parrocchiale
- Chiesa dell'Immacolata

## Società

### Evoluzione demografica
Abitanti censiti

### Ripartizione linguistica
Nei comuni di Soraga e San Giovanni di Fassa è diffuso l'uso della variante brach del dialetto fassano (fascian), appartenente alla lingua ladina dolomitica. La segnaletica di direzione è bilingue ladino/italiano (e quella complementare solo in italiano), mentre la segnaletica di denominazione delle vie è esclusivamente in ladino.
| Censimento | Popolazione | Ladini | Non ladini | % ladini | Fonte  |
| ---------- | ----------- | ------ | ---------- | -------- | ------ |
| 2001       | 673         | 574    | 99         | 85,3%    | [ 10 ] |
| 2011       | 736         | 629    | 107        | 85,5%    | [ 10 ] |
| 2021       | 691         | 460    | 231        | 66,6%    | [ 11 ] |

### Tradizioni e folclore
Presso la conca di Fuchiade si svolge annualmente ad agosto A pè ta mont, manifestazione dedicata agli antichi mestieri e sapori della zona.

## Economia

### Turismo
Il settore turistico è sviluppato sia nella stagione estiva che invernale, grazie alla posizione del comune vicino a importanti gruppi dolomitici.

### Artigianato
Per quanto riguarda l'artigianato, è importante la produzione di mobili e di oggetti in legno, impreziositi da decorazioni artistiche raffiguranti temi tipici locali.

## Amministrazione
| Periodo | Periodo   | Primo cittadino    | Partito                    | Carica  | Note   |
| ------- | --------- | ------------------ | -------------------------- | ------- | ------ |
| 1995    | 2005      | Luigi Brunel       | lista civica               | Sindaco | [ 13 ] |
| 2005    | 2015      | Roberto Pellegrini | lista civica               | Sindaco | [ 13 ] |
| 2015    | 2020      | Devi Brunel        | lista civica Soraga Ensema | Sindaco | [ 13 ] |
| 2020    | in carica | Valerio Pederiva   | lista civica Soraga Ensema | Sindaco | [ 13 ] |